# Maya con la bambola
Maya con la bambola è un dipinto a olio su tela (73x60 cm) realizzato nel 1938 dal pittore spagnolo Pablo Picasso. Il quadro è stato trafugato dalla casa parigina della nipote del pittore, assieme al Ritratto di Jacqueline il 28 febbraio 2007.
Nel 1935 Marie-Thérèse diede alla luce Maria Concepcìon, nome della sorella di Picasso morta bambina; la figlia di Pablo fu sempre chiamata Maya. Marie-Thérèse all'angrafe la registrò come "padre ignoto"; Picasso fu padrino al suo battesimo. La bambina fu ritratta poche volte dal padre, la sua nascita e la relazione con sua madre fu nota solo a pochi amici.